# Psi-Inseln
Die Psi-Inseln sind eine Gruppe kleiner Inseln im Palmer-Archipel westlich der Antarktischen Halbinsel. In der Gruppe der Melchior-Inseln liegen sie nahe der Westküste der Lambdainsel.
Der Name der Inseln, der dem griechischen Buchstaben Psi entliehen ist, findet sich erstmals auf Kartenmaterial aus dem Jahr 1946, das im Zuge von Vermessungsarbeiten argentinischer Expeditionen in den Jahren 1942 und 1943 entstand. In Argentinien sind sie auch unter den Namen Islotes Ballesteros und Islotes Lamadrid bekannt. Namensgeber sind hier vermutlich Mitglieder der argentinischen Antarktisexpeditionen der Jahre 1953 bzw. 1957.